# Ancinale
L'Ancinale (Ancinali in dialetto calabrese) è una fiumara calabrese.

## Etimologia
Anticamente era denominato Ekinar per i greci e Caicinos per i romani, come citato da Plinio e da Tucidide.

## Descrizione

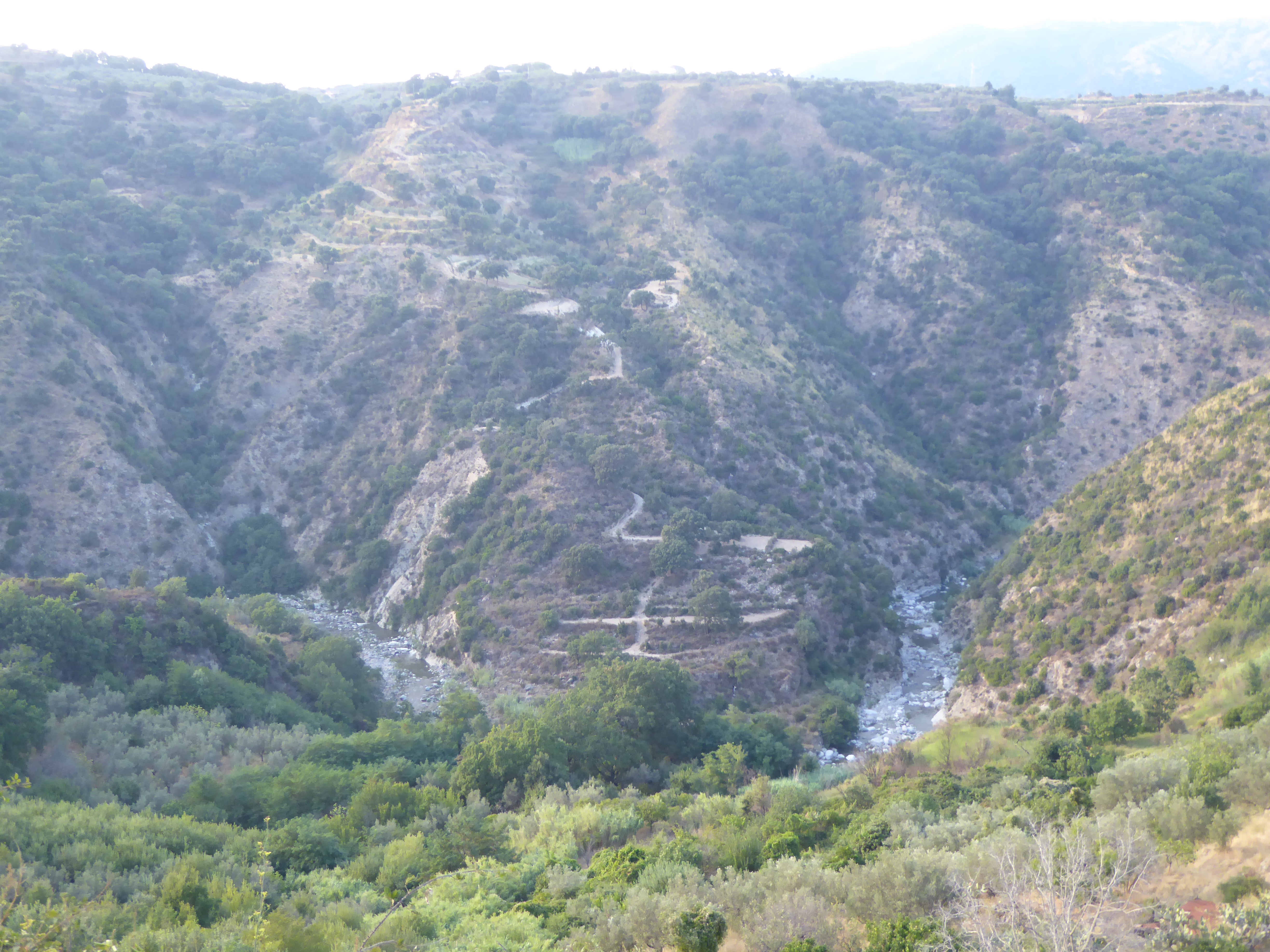
Fiumara Ancinale a Satriano

L'Ancinale nasce dal Monte Pecoraro  nel comune di Serra San Bruno, successivamente attraversa la valle dell'Ancinale nel comune di Cardinale e infine sfocia nel Mar Ionio nel comune di Satriano. Lungo il percorso del fiume si trova un'importante stazione della felce Osmunda regalis. I comuni attraversati o in alcuni casi semplicemente lambiti dal fiume sono Serra San Bruno, Spadola, Brognaturo, Simbario, Cardinale, Chiaravalle Centrale, Argusto, Gagliato e Satriano.